# Victory Hammer 8-Ball
Victory Hammer 8-Ball – amerykański motocykl typu cruiser produkowany przez firmę Victory od 2010 roku.

## Dane techniczne/Osiągi
Silnik: V2
Pojemność silnika: 1731 cm³
Moc maksymalna: 92 KM/4700 obr./min
Maksymalny moment obrotowy: 140 Nm/2950 obr./min
Prędkość maksymalna: 185 km/h
Przyspieszenie 0-100 km/h: 5,3 s